# キャピトルヒル自治区
キャピトルヒル自治区（キャピトルヒルじちく、英語: Capitol Hill Autonomous Zone、CHAZ）は、ワシントン州シアトルのキャピトルヒル地区に位置していた、抗議者らによる自治が宣言された区域。
6つの街区と公園を含むこの場所は、ジョージ・フロイド抗議運動（2020年ミネアポリス反人種差別デモ）により、2020年6月8日にシアトル警察が退去した後、抗議者らにより自治が宣言された。
自治区内で銃撃事件が相次ぐなど治安が悪化したことから、同年7月1日に警察が強制排除した 。